# CD70
CD70-Antigen (synonym CD27-Ligand, CD27L) ist ein Oberflächenprotein aus der Gruppe der Zelladhäsionsmoleküle.

## Eigenschaften
CD70 ist an der Aktivierung von T-Zellen beteiligt. Es induziert in T-Zellen die Zellproliferation und die Entstehung von zytotoxischen T-Zellen. CD70 ist glykosyliert. Weiterhin ist es an der Bildung von Keimzentren in Lymphknoten und an der Aktivierung von B-Zellen beteiligt.
CD70 ist an der Entstehung von Autoimmunerkrankungen beteiligt. Es wird zudem als Target zur Krebsimmuntherapie untersucht.
Der Antikörper Vorsetuzumab bindet an CD70 und wird auch als Konjugat mit Mafodotin zur Behandlung von Nierenkrebs untersucht.